# Fossorochromis rostratus
Fossorochromis rostratus es una especie de peces de la familia Cichlidae en el orden de los Perciformes.

## Morfología
Los machos pueden llegar alcanzar los 24,4 cm de longitud total. Es la única especie del género.

## Alimentación
Come invertebrados: larvas de insectos y pequeños crustáceos

## Hábitat
Vive en zonas de clima tropical entre 24 °C-26 °C de temperatura.

## Distribución geográfica
Se encuentran en África: es una especie endémica del Lago Malawi.